# Mat Walerian
Mat Walerian is een Amerikaanse jazzmusicus (altsaxofoon, basklarinet, sopraanklarinet, fluit), -componist en orkestleider, die gespecialiseerd is in improvisatie en avant-garde muziek.

## Biografie
Walerian begon met het spelen van muziek op 6-jarige leeftijd, te beginnen met pianolessen. Toen hij op 10-jarige leeftijd John Coltrane hoorde, koos hij voor de jazz. Vanaf het allereerste begin was hij geïnteresseerd in bluesharmonie en bracht hij tijd door met het spelen van miniaturen van blues en boogie.
Toen hij op de middelbare school zat, begon hij op 16-jarige leeftijd saxofoon te spelen en speelde hij binnen een maand in het orkest van de school. Hij begon met alt en probeerde na een jaar ook tenor. Nadat hij een paar maanden later was overgestapt naar een nieuwe middelbare school, verloor hij het recht om de instrumenten te gebruiken en kreeg hij als gevolg daarvan een onderbreking van ongeveer twee jaar in de praktijk, aangezien zijn nieuwe school geen orkest voerde. Hij slaagde erin om op 19-jarige leeftijd zijn eigen instrument te kopen en kwam terug om te oefenen. In 2008 begon Walerian met individuele studies over klassieke Japanse muziek, waarbij hij de sopraanklarinet en de fluit oppakte. Een jaar later (2009) voegde hij ook basklarinet toe aan zijn repertoire.
Op 19-jarige leeftijd probeerde hij formeel muziekonderwijs en na het behalen van zijn examens werd hij student aan een openbare muziekschool, maar hij stopte twee maanden later. Hij voelde zich sterk aangetrokken tot jazz, maar speelde ook in crossover-bands, waarbij hij hardcore punk en zware experimentele gitaarmuziek samenvoegde met vrije improvisatie, terwijl hij op de middelbare school zat. Zijn eerste project was een saxofoon/drums duo met een karakteristieke avant psychedelische muziek/funkgroove.
Zijn studie was voornamelijk gericht op oosterse filosofie en Japanse cultuur. Met uitzondering van een paar lessen is hij een autodidactisch musicus, waarbij hij af en toe lessen volgt van pianist Matthew Shipp, lessen die hij noemde als cruciaal voor zijn ontwikkeling.
In januari 2015 tekende Walerian bij ESP-Disk Records, het legendarische label uit Brooklyn, een van de belangrijkste onafhankelijke platenlabels in de geschiedenis van de avant-gardejazz, opgericht in 1963, met een catalogus die enkele van de belangrijkste muziekwerken bevat die in de jaren 1960 in Amerika zijn opgenomen. Gedurende meer dan 50 jaar traditie was ESP de thuisbasis van opmerkelijke artiesten als Albert Ayler, Pharoah Sanders, Ornette Coleman, Sun Ra, Rashied Ali, Don Cherry, Marion Brown, Paul Bley, Burton Greene, Billie Holiday, Max Roach, Bud Powell, Charlie Parker, Dizzy Gillespie, Lester Young, Kenny Dorham, Steve Lacy,  Sonny Simmons en Ronald Shannon Jackson.
Albums die hij als leider uitbracht, kregen lovende kritieken binnen definitieve bronnen in de muziekbusiness, waaronder The New York Times, Downbeat Music Magazine, All About Jazz, JAZZZIZ Magazine, The New York City Jazz Record, The Wire, Jazzwise, Aftenposten Norway, Jazz Magazine France, Los Angeles Jazz Scene en Somse Else Reviews. New Yorkse bronnen zoals Culture Catch, Gapplegate Music Review, Jazz Right Now, of Downtown Music Gallery, evenals de in Israël gevestigde The Soundtrack Of My Life, zijn een van de meest opmerkelijke stemmen ter wereld en prezen zijn opeenvolgende publicaties.
Walerians trio werd ook aanbevolen door de veelgeprezen schrijver Doug Ramsey van DownBeat en Jazz Times tijdschriften en ontvanger van twee ASCAP Deems Taylor Awards en de Lifetime Achievement Award van de US Jazz Journalists Association en is ook de auteur van verschillende jazzgeschiedenisboeken, waaronder The Jazz Matters. In zijn aanbeveling zegt de auteur dat het nummer One For een intieme vertrouwdheid suggereert met het toevallige nemen van John Coltranes latere bands.
Referentiewerk met een encyclopedisch repertorium van Poolse jazzopnamen, Polish Jazz Recordings en Beyond, noemt Walerian een van de meest getalenteerde jonge jazzmuzikanten in het Poolse circuit, zo niet de meest getalenteerde en benadrukt dat zijn begrip en synergie met de andere leden van het trio, zijn expressie en dynamiek, zijn klankrijkdom, techniek in combinatie met gevoeligheid ongelooflijk zijn en uit deze wereld verdwijnen.
Uitgebrachte albums werden herhaaldelijk gekozen als Editor's Pick na de première, jaarlijks eindigend op de «Best of the Year» albumlijst door verschillende bronnen. Twee grote namen in de audiofiele wereld, zijnde The Absolute Sound, en Stereophile New York, werden bekroond met de hoogste noten.
Walerians muziek haalde de eerste plaats in zowel de Amerikaanse en de Canadese jazzhitlijsten, met albums die wereldwijd worden gepresenteerd door een groot aantal radiostations, waaronder New York, Los Angeles, Washington D.C., Chicago, New Orleans, St.Louis, Santa Monica, Seattle, Denver, en Nebraska in de Verenigde Staten; Toronto, Montreal, en Vancouver in Canada; Londen en de Poolse National Public Radio.
Zijn stijl is stevig verankerd in de mainstream van de moderne jazz en geïmproviseerde muziek, ergens rond de harde vrije bop met een eerbetoon aan het atonale avant-garde-erfgoed. Klassieke muziek, jazzklassiekers en de klassieke muziek van Japan en India hebben allemaal een duidelijke indruk achtergelaten op zijn creaties. Walerian werkt in diverse muzikale projecten samen met muzikanten, die verschillende muziekstromen vertegenwoordigen; jazz, klassieke muziek, hedendaagse klassieke muziek, vrije improvisatie, geïmproviseerde avant-gardemuziek en elektronica.
Zijn muzikale projecten omvatten The Uppercut, M-theorie project, Toxic, Jungle, Okuden, Sainthunter, White Lotus, Zen, Mutant Definition en Blackadmin. In zijn projecten mixt Walerian klassieke kamermuziek, jazzklassiekers en Aziatische toonladders met de moderne expressie van geïmproviseerde muziek. Als side-person samen met bassist Michael Bisio en drummer Whit Dickey vertegenwoordigt hij het Matthew Shipp Sonic Fiction Quartet. Ook maakt hij deel uit van het sextet van de pianist Matthew Shipp, het Acoustic Ensemble Inward Motion project.
Van 2005 tot 2008 concentreerde hij zich op projecten, die gekenmerkt werden door een zware echo van third stream en kamermuziek kwaliteiten, versmolten met Aziatische harmonie en instrumenten. In deze periode bracht hij vele trioprojecten uit, waaronder verschillende strijkinstrumenten (saxofoon/harp/cello, saxofoon/harp/altviool, saxofoon/harp/violin, saxofoon/harp/contrabas, saxofoon/piano/violin, etc.) die de minimal music stilistische stijl presenteren.
Zijn eerste klassieke jazz trio (saxofoon met ritmesectie) verscheen in 2010. Daarna kreeg zijn werk een wildere uitvoering, gekenmerkt door samengestelde structuren en ritme.
Walerian zei toen hij gevraagd werd om het leven in zijn eigen woorden te beschrijven: "Ik hou van de natuur en het ervaren van natuurverschijnselen"

## Discografie
Als leader/co-leader
- 2012: Live at Okuden THE UPPERCUT Matthew Shipp Mat Walerian - duo met Matthew Shipp (piano)
- 2012: Live at Okuden JUNGLE Mat Walerian Matthew Shipp Hamid Drake - trio met Matthew Shipp (piano) en Hamid Drake (drums)
- 2015: This Is Beautiful Because We Are Beautiful People TOXIC Mat Walerian Matthew Shipp William Parker - trio met Matthew Shipp (piano) en William Parker (bas)
- 2018: Every Dog Has Its Day But It Doesn't Matter Because Fat Cat Is Getting Fatter OKUDEN Mat Walerian Matthew Shipp William Parker Hamid Drake - kwartet met Matthew Shipp (piano), William Parker (bas) en Hamid Drake (drums)

Als sideman
- 2015, 2018: Sonic Fiction Matthew Shipp Quartet - Matthew Shipp (piano) Mat Walerian (saxofoon, klarinet) Michael Bisio (bas) Whit Dickey (drums)